# Adfærdsdesign
Adfærdsdesign er betegnelsen for en tværdisciplinær metode til at afdække og skabe adfærd. I modsætning til klassiske former for adfærdspåvirkning såsom markedsføring, ledelsesteori, pædagogik og politisk regulering tager adfærdsdesign udgangspunkt i en evidensdreven metode, som påviser den konkrete forandring før og efter et design er implementeret. Den givne adfærd som søges undersøgt eller stimuleret danner udgangspunkt, og den specifikke metode skabes på baggrund heraf. Dog trækker adfærdsdesign ofte på discipliner som interaktionsdesign, servicedesign, human factors, kommunikationsteori og organisationsteori. Og ofte i kombination. 

## Teori
Teoretisk bygger adfærdsdesign især på kognitiv psykologi som f.eks. adfærdsøkonomi. Med afsæt i adfærdsøkonomien, hviler adfærdsdesign på en antagelse om, at menneskelig adfærd sjældent er rationel og formålsstyret, som vi traditionelt har fremstillet den. Snarere er det impulser og reflekser udviklet til helt andre formål der styrer vores handlinger, og som mennesker søger at give mening og fornuft i retrospekt. Derfor er fokus ofte på evolutionært betingede adfærdsmønstre og metodisk bruges selvrapportering i f.eks. spørgeskemaer og fokusgrupper mindst muligt. I stedet anvendes det efterhånden fintmaskede net af adfærdsdata, som en tiltagende digital livsstil byder. Samtidig opfattes de fleste adfærdsformer som komplekse, hvorfor adfærdspåvirkninger søges opnået vha. adfærdens kontekst og i forskellige niveauer af subjektets bevidsthed, fra det sociale, over det kommunikative til det sensoriske. Anerkendelsen af kompleksitet, har samtidig afstedkommet en udbredelse af design-tænkningens gradvise eksperimenter og dermed også data, evidens og læring som nye konkurrenceparametre. 

## Historie
Adfærdsdesign er opstået i '00'erne, som reaktion på svindende effekt af markedsføring og kommunikation, store samfundsmæssige og globale udfordringer der fordrer effektive indgreb, samt omfattende empirisk forskning i adfærdsøkonomien, som tilsammen har nødvendiggjort og sandsynliggjort nye og mere produktive tilgange til menneskelig adfærd. Adfærdsdesign vandt for alvor indpas med udbruddet af finanskrisen. Det mindre økonomiske råderum tydeliggjorde, at virksomheder, myndigheder mv. havde behov for metoder til at ændre adfærd, som baserede sig på evidens og færre fejlslag.
Adfærdsdesign er særligt inspireret af Daniel Kahneman's adfærdsøkonomi, men trækker også på teorier inden for motivationsskabelse, tiny habits, Dan Ariely m.fl.

## Etik
Adfærdsdesign vil ofte beskyldes for manipulation eller bedrevidende overgreb på frie mennesker. Til dette er svaret, at al kommunikation, børneopdragelse, ledelse, markedsføring, politisk kampagne etc. er former for påvirkning af adfærd. Adfærdsdesign er blot helt eksplicit og transparent ift. dette. 